# Fuentelisendo
Fuentelisendo ist ein Ort und eine Gemeinde (municipio) mit nur noch 99 Einwohnern (Stand: 2024) im Süden der Provinz Burgos in der Autonomen Gemeinschaft Kastilien und León.

## Lage und Klima
Der Ort Fuentelisendo liegt ca. 10 km südöstlich des Duero in der Kastilischen Hochebene (meseta) ca. 95 km (Fahrtstrecke) südlich der Provinzhauptstadt Burgos in einer Höhe von ca. 820 m; die Stadt Aranda de Duero befindet sich ca. 20 km östlich. Das Klima ist gemäßigt bis warm; Regen (ca. 455 mm/Jahr) fällt übers Jahr verteilt.

## Bevölkerungsentwicklung
| Jahr      | 1857 | 1900 | 1950 | 2000 | 2018 |
| Einwohner | 587  | 505  | 525  | 125  | 83   |

Die Mechanisierung der Landwirtschaft und die Aufgabe bäuerlicher Kleinbetriebe haben seit den 1950er Jahren zu einem Mangel an Arbeitsplätzen und in der Folge zu einer Abwanderung eines Großteils der Bevölkerung in die größeren Städte geführt (Landflucht).

## Wirtschaft

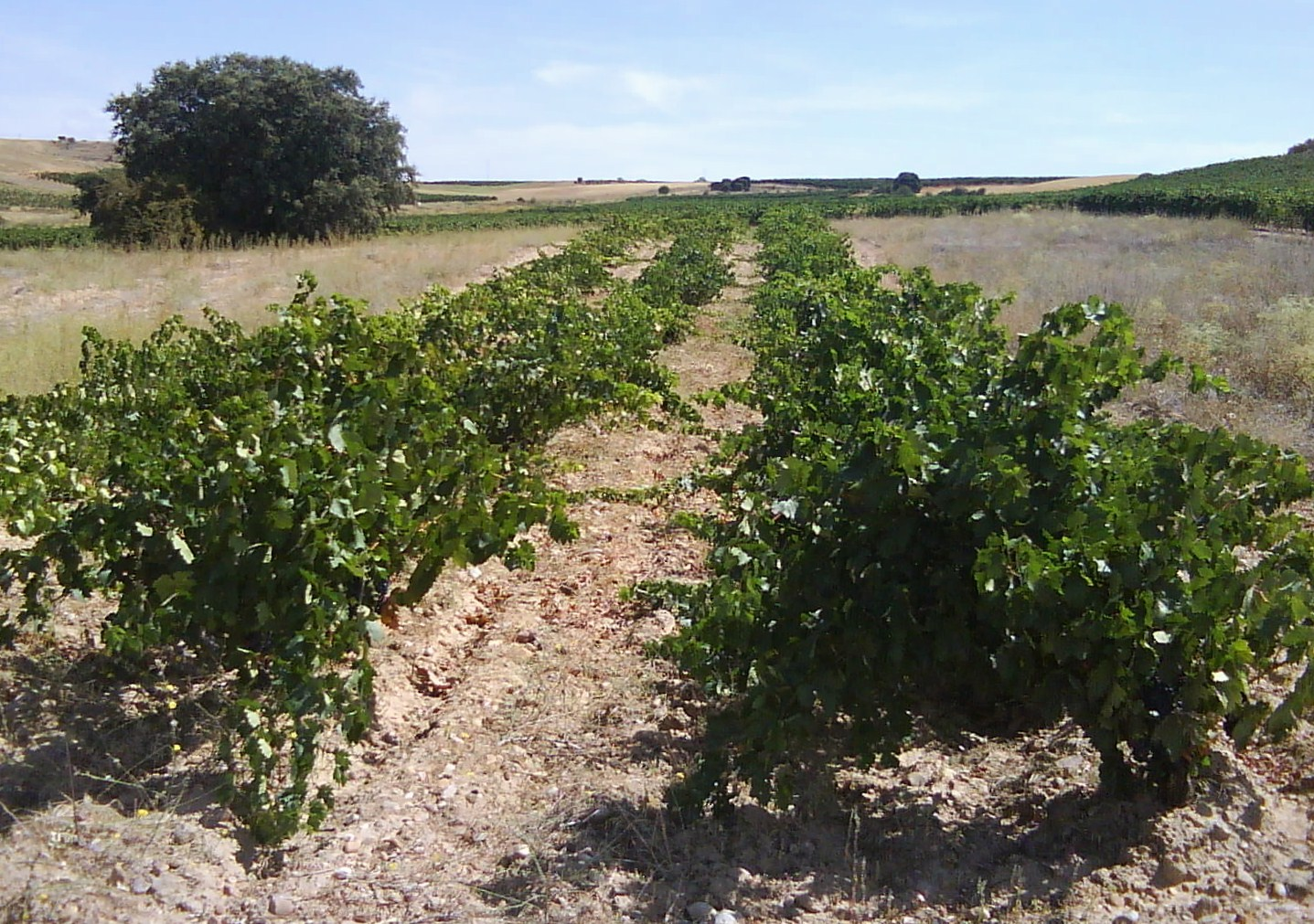
Weinfeld bei Corcos

Die Region war jahrhundertelang nahezu ausschließlich zum Zweck der Selbstversorgung von der Landwirtschaft geprägt; große Bedeutung hatten auch die Viehzucht und der Weinbau. Haltbare oder haltbar gemachte Lebensmittel wie Getreide, Käse, Wurst etc. konnten auf den Märkten in Aranda de Duero getauscht oder verkauft werden; der Wein der Region wurde bis nach Mittel- und Nordeuropa verschifft. Die Gemeinde gehört heute zum Weinbaugebiet Ribera del Duero.

## Geschichte

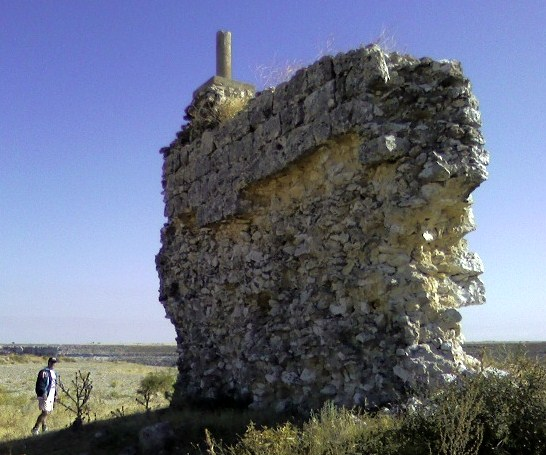
Ruine von Corcos

Auf dem Gemeindegebiet wurden Kleinfunde aus der Bronzezeit gemacht, doch fehlen bislang Keltische, römische, westgotische und selbst islamisch-maurische Funde. Zu Beginn des 10. Jahrhunderts wurde die südlich des Duero gelegene Gegend vom kastilischen Grafen Gonzalo Fernández de Burgos (reg. ca. 900–915) zurückerobert (reconquista) und wiederbesiedelt (repoblación). Im Hochmittelalter gehörten der Ort und sein Umland zur aus etwa 20 Dörfern bestehenden und durch Burgen (castillos) gesicherte Comunidad de Villa y Tierra de Aza. Im Jahr 1504 erwarb Königin Isabella I. die Orte Fuentelisendo und Hoyales de Roa für 40 Millionen Maravedis, doch verkaufte ihre Tochter Johanna die Wahnsinnige bereits sechs Jahre später die Grundherrschaft (señorio) an die Grafen von Miranda. 
Mitten im „Ödland von Corcos“ (Páramo de Corcos), etwa auf der Grenze zwischen Fuentelisendo und der gut 4 km entfernten Nachbargemeinde Valdezate, lag ehemals das Dorf Corcos, welches sich bereits im 17. Jahrhundert mit der Gemeinde Fuentelisendo zusammenschloss; später wurde es ganz verlassen (despoblado), so dass Häuser nicht mehr zu erkennen sind.

## Sehenswürdigkeiten

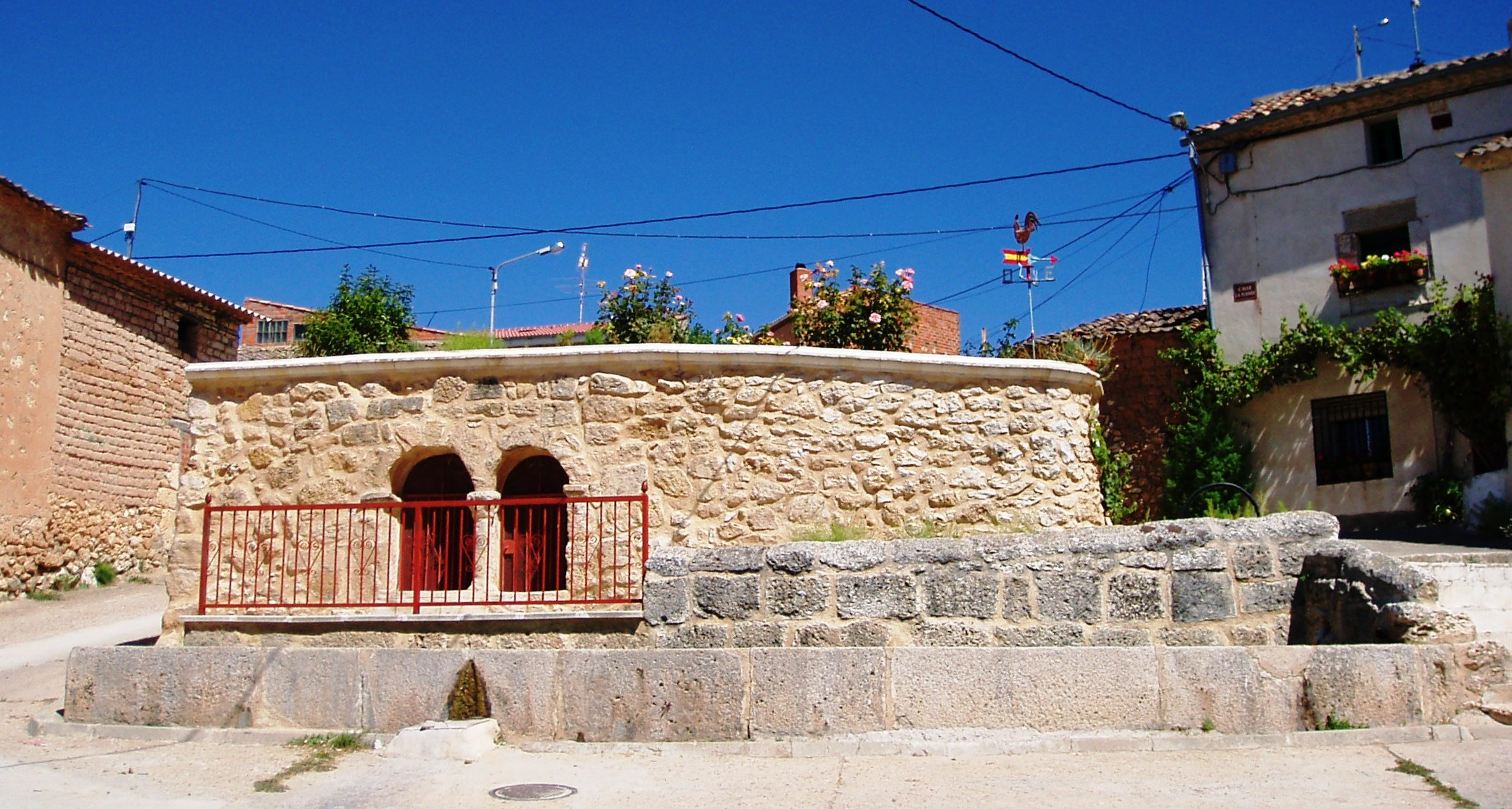
Quellfassung (fuente)

- Die örtliche Pfarrkirche stammt aus dem 17. Jahrhundert; sie ist einschiffig und birgt im Innern eine polychromierte Statue der schmerzensreichen Muttergottes (Virgen de los Dolores). Der aufwändig gestaltete romanische Taufstein (pila bautismal) stammt aus der Kirche von Corcos.
- Die mitten im Ort befindliche und aus Bruchsteinen gemauerte Quelleinfassung besitzt eine kleine Doppelarkade mit Rundbögen; ihr gesamtes Erscheinungsbild scheint auf einen mittelalterlichen Ursprung zu verweisen. Davor befindet sich ein später hinzugefügter offener Waschplatz (lavadero), der aber auch als Viehtränke (abrevadero) genutzt wurde.

Umgebung
- Vom ehemaligen Dorf Corcos stehen nur noch Ruinen eines Kirchturms oder einer Burg.[5]